# Puig dels Sarraïns
|  | Per a altres significats, vegeu «Puig dels Sarraïns (Prats de Molló)». |

El Puig dels Sarraïns és una muntanya de 876,7 metres del límit dels termes comunals d'Arles i dels Banys d'Arles i Palaldà, tots dos a la comarca del Vallespir, a la Catalunya del Nord.
Es troba a la zona occidental del terme dels Banys d'Arles (n'és el punt més a l'oest), a l'antic terme de Montalbà, i a l'oriental del d'Arles. És a prop i al sud-oest de la capella de Santa Engràcia. En el cim d'aquest puig hi ha l'antiga Bateria de Santa Engràcia, una bateria d'artilleria d'època moderna relacionada amb el Fort dels Banys.